# Crocus herbertii
Crocus herbertii là một loài thực vật có hoa trong họ Diên vĩ. Loài này được (B.Mathew) B.Mathew mô tả khoa học đầu tiên năm 2009.